# Linje 4 (Pekings tunnelbana)

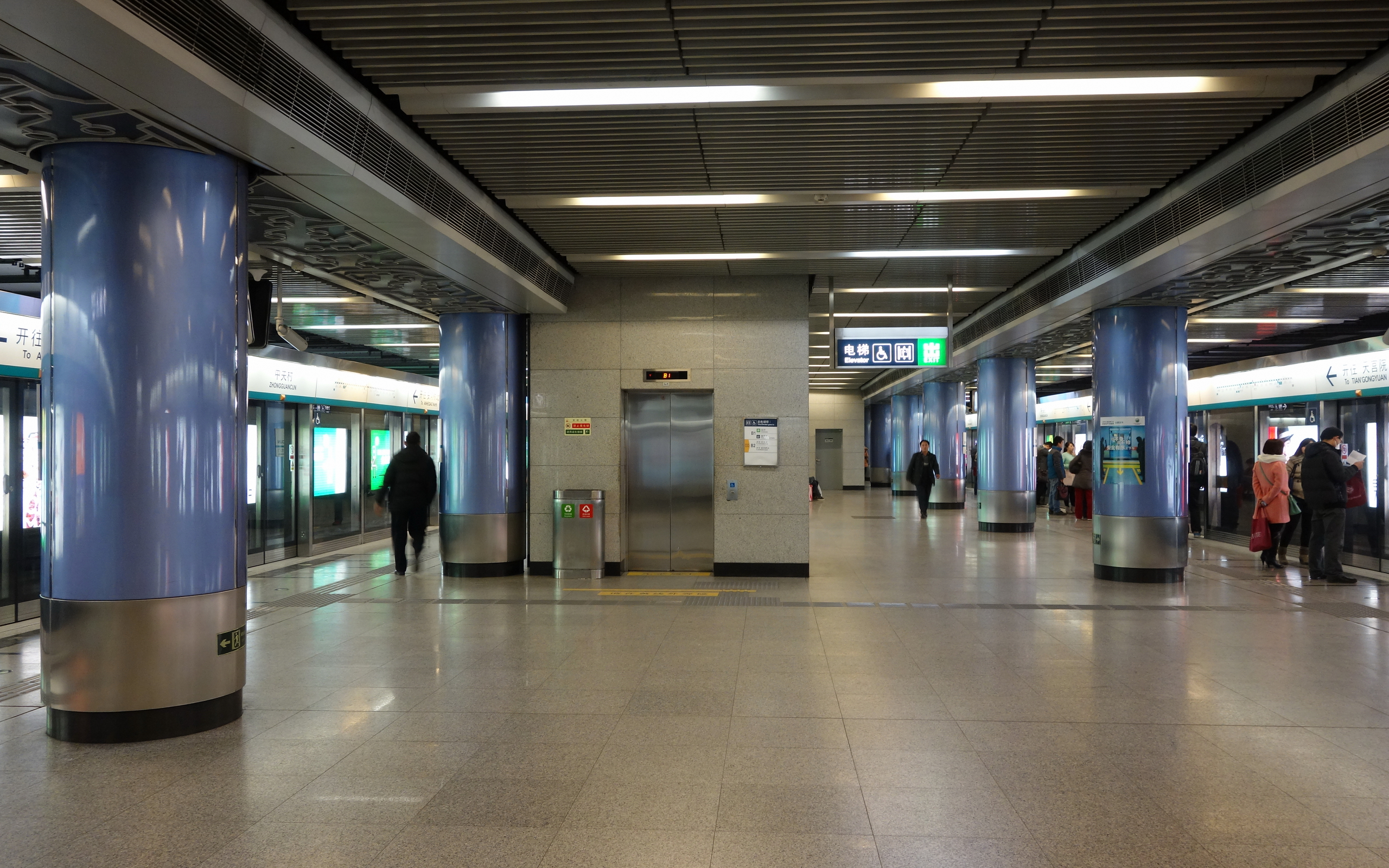
Zhongguancun på Linje 4

Linje 4 (北京地铁4号线; Běijīng dìtiě sìhào xiàn) och Daqxinglinjen (北京地铁大兴线; Běijīng dìtiě dàxīng xiàn) är två linjer i Pekings tunnelbana vars bansträckning följer efter varandra, men vars trafikering överlappar de två linjerna. Linje 4 och Daqxinglinjen är i kartor och på skyltar märkta med blågrön färg.

## Bassträckning

### Linje 4
Linje 4 sträcker sig från Anheqiao North utanför nordvästra Femte ringvägen i Haidiandistriktet och sydväst mellan Sommarpalatset och Yuanmingyuan vidare söder ut mellan Pekinguniversitetet och Tsinghuauniversitetet. Linjen fortsätter vidare söder ut mellan Svartbambuparken och Pekings zoologiska trädgård varefter den fortsätter öster ut, passerar Xizhimen vid nordvästar Andra ringvägen varefter den viker av rakt söder ut förbi Xidan och södra järnvägsstationen vidare till Gongyixiqiao innanför södra Fjärde ringvägen i södra Fengtaidistriktet. Linje 4s södra slutstation Gongyixiqiao är ihopkopplad med Daxinglinjens norra slutstation Xingong.
Linje 4 är 27,3 km lång och innefattar 24 stationer. Linje 4 har nio stationer med bytesmöjligheter.

### Daqxinglinjen
Daxinglinjen är dragen frånXingong utanför södra Fjärde ringvägen i södra Fengtaidistriktet söder ut in i  Daxingdistriktet. Linjen fortsätter längs västra sidan av Guangzhou Expressway förbi Niantanparken till Tiangongyuan utanför södra Sjätte ringvägen i Daxingdistriktet. Daxinglinjens norra slutstation Xingong är hopkopplad med Linje 4s södra slutstation Gongyixiqiao
Daxinglinjen är 22,1 km lång (inräknat sammankopplingen mot Linje 4) och innefattar 11 stationer. Daxinglinjen har inga stationer med bytesmöjligheter.

## Servicevägar
Linje 4 och Daxinglinjen trafikeras av två olika servicevägar.

### Fulla servicevägen
Den fulla servicevägen trafikerar hela Linje 4 och hela Daxinglinjen från Anheqiao North i norr till Tiangongyuan i söder, totalt 49,4 km och 35 stationer.

### Partiella servicevägen
Den partiella servicevägen trafikerar hela Linje 4 och första delen av Daxinglinjen från Anheqiao North i norr vidare till Xingong i söder, totalt 30,1 km och 25 stationer.

## Trafikeringstider
Det första södergående tåget avgår 05:00 från norra ändstationen Anheqiao North. Det första norrgående tåget på Linje 4 avgår 05:10 från stationen Gongyixiqiao. Det första norrgående tågen från Daxinglinjens södra ändstationen Nanluoguxiang avgår 05:30. Det sista södergående tåget på Linje 4 avgår 22:45 från norra ändstationen Anheqiao North. Det sista södergående avgången som går hela vägen till Daxinglinjens södra ändstationen Tiangongyuan avgår 22:20 från norra ändstationen Anheqiao North.

## Historia
Linje 4 öppnade 28 september 2009. Daxinglinjen öppnade 30 december 2010.

## Lista över stationer
Från norr mot söder:
- 4 Anheqiao North (安河桥北) (Norra ändstationen för både den fulla servicevägen och den partiella servicevägen)
- 4 Beigongmen (北宫门）
- 4 Xiyuan (西苑) (byte till      Linje 16)
- 4 Yuanmingyuan Park (圆明园）
- 4 East Gate of Peking University（北京大学东门）
- 4 Zhongguancun (中关村）
- 4 Haidian Huangzhuang (海淀黄庄)  (byte till      Linje 10)
- 4 Renmin University (人民大学）
- 4 Weigongcun（魏公村）
- 4 National Library (国家图书馆) (byte till      Linje 9)
- 4 Beijing Zoo (动物园)
- 4 Xizhimen (西直门) (byte till      Linje 2 och      Linje 13)
- 4 Xinjiekou (新街口)
- 4 Ping'anli (平安里) (byte till      Linje 6)
- 4 Xisi (西四)
- 4 Lingjing Hutong (灵境胡同)
- 4 Xidan (西单) (byte till      Linje 1)
- 4 Xuanwumen (宣武门) (byte till      Linje 2)
- 4 Caishikou（菜市口) (byte till      Linje 7)
- 4 Taoranting（陶然亭）
- 4 Beijing South Railway Station (北京南站)  (byte till      Linje 14)
- 4 Majiapu（马家堡）
- 4 Jiaomen West (角门西) (byte till      Linje 10)
- 4 Gongyixiqiao (公益西桥)
- 4 Xingong (新宫)
- D Xihongmen (西红门) (Den partiella servicevägens sydliga ändstationen)
- D Gaomidian North (高米店北)
- D Gaomidian South (高米店南)
- D Zaoyuan (枣园)
- D Qingyuanlu (清源路)
- D Huangcunxidajie (黄村西大街)
- D Huangcun Railway Station (黄村火车站)
- D Yihezhuang (义和庄)
- D Biomedical Base (生物医药基地)
- D Tiangongyuan (天宫院) (Den fulla servicevägens sydliga ändstationen)